# Лукас Матіссе
Лукас Мартін Матіссе (ісп. Lucas Martin Matthysse, *27 вересня 1982) — аргентинський професійний боксер, виступає у першій  напівсередній вазі.

## Любительська кар'єра
- Чемпіон Аргентини 2000
- Чемпіон Панамериканських ігор 2001

Програв у першому поєдинку на чемпіонаті світу 2001 року.
Лукас зустрічався з Маркосом Майданою на аматорському рингу. Майдана переміг тричі й один бій завершився внічию.

## Професійна кар'єра

### Матіссе проти Проводнікова
18 квітня 2015 року Матіссе здобув свою 37 перемогу на професійному рингу. Його суперником був ексчемпіон світу за версією WBO у першій напівсередній вазі росіянин Руслан Проводніков. Росіянин провалив старт поєдинку. Він намагався вийти на ближню дистанцію, отримуючи велику кількість ударів від Матіссе під час цих спроб. Як результат, вже у другому раунді ліве око Проводнікова стало запливати, і над ним з'явилося розсічення. Однак, перевага Матіссе у перших раундах дещо зменшилася у четвертому та п'ятому, коли удари росіянина стали доходити до цілі. Згодом аргентинець дещо змінив тактику, приділяючи більше уваги захисту, але разом з тим час від часу пропускав удари суперника. Усе могло змінитися у дванадцятому раунді, коли Матіссе пропустив сильний лівий боковий у скроню. Єдиним порятунком був клінч, який і успішно використовував боксер до кінця раунду. Незважаючи на численні спроби росіянина, перемогу у поєдинку здобув Матіссе 114-114, 115-113, 115-113. Здобувши цю перемогу, аргентинець став офіційним претендентом на титул чемпіона світу за версією WBC .